# La Femme du chef de gare
Pour plus de détails, voir Fiche technique et Distribution.
La Femme du chef de gare (Bolwieser) est un téléfilm allemand réalisé par Rainer Werner Fassbinder, diffusé en 1977.

## Fiche technique
- Titre : La Femme du chef de gare
- Titre original : Bolwieser
- Réalisation : Rainer Werner Fassbinder
- Scénario : Rainer Werner Fassbinder d'après le livre d'Oskar Maria Graf
- Production : Herbert Knopp, Willi Segler et Harry R. Sokal
- Musique : Peer Raben
- Photographie : Michael Ballhaus
- Pays d'origine : Allemagne
- Format : Couleurs - 1,66:1 - Mono
- Genre : Drame
- Durée : 201 minutes
- Date de diffusion : 1977

## Distribution
- Elisabeth Trissenaar : Hanni Bolwieser
- Kurt Raab : Xaver Ferdinand Maria Bolwieser
- Karl Scheydt : Un gardien de prison
- Armin Meier : Scherber
- Bernhard Helfrich : Franz Merkl
- Karl-Heinz von Hassel : Windegger
- Volker Spengler : Mangst
- Gustl Bayrhammer : Neidhard - le père de Hanni
- Udo Kier : Schafftaler